# Plagiochila macrostoma
Plagiochila macrostoma là một loài rêu trong họ Plagiochilaceae. Loài này được Sull. mô tả khoa học đầu tiên năm 1856.